# Lingwulong
Lingwulong ist eine Gattung sauropoder Dinosaurier aus der Familie der Dicraeosauridae. Die einzige Art der Gattung ist Lingwulong shenqi, der von einem Forscherteam in der Yanan-Formation in Lingwu, Volksrepublik China entdeckt wurde. Lingwulong ist der einzige bisher bekannte Diplodocoide, der in Ostasien vorkam. Lingwulong lebte vom späten Unterjura bis zum frühen Mitteljura.

## Geschichte
Der Holotyp von Lingwulong shenqi besteht aus einem Teilschädel, von dem Hirnschale, Schädeldecke und Hinterhauptbein erhalten sind, sowie aus einigen zugehörigen Zähnen.
Insgesamt wurden die Überreste von etwa 8–10 Exemplaren gefunden, aus denen sich ein größtenteils vollständiges Skelett rekonstruieren ließ.
Durch den Fund Lingwulongs konnte die lange Zeit verbreitete Theorie, dass sich die Diplodocoidea aufgrund eines Binnenmeeres, das sie nicht queren konnten, nicht in Ostasien ausbreiten konnten, widerlegt werden. Nun muss in Betracht gezogen werden, dass sich die Sauropoden wohl schon 15 Millionen Jahre früher, als ursprünglich angenommen, über den gesamten Urkontinent Pangäa verbreitet hatten, bevor dieser auseinanderbrach.

## Etymologie
Lingwulong shenqi wurde nach seinem Fundort Lingwu, dem Wort long aus dem Mandarin, das Drache bedeutet, und shenqi, was in etwa erstaunlich heißt, benannt.